# Хинчалов, Гази Магомедович
Гази Магомедович Хинчалов (1884, Унчукатль, Казикумухский округ, Дагестанская область, Российская империя — 1983) — советский колхозник. Герой Социалистического Труда (1966).

## Биография
Гази Хинчалов родился в 1884 году в селе Унчукатль Казикумухского округа Дагестанской области (сейчас в Лакском районе Дагестана) в крестьянской семье. По национальности лакец.
Начал работать в 8-летнем возрасте, работал во Владикавказе подмастерьем в кузнице у родственников, впоследствии самостоятельно.
До 1917 года вернулся в Унчукатль и занимался своим хозяйством.
Участвовал в Гражданской войне в составе Красной Армии. В 1919 году сражался против белогвардейских войск Деникина в Темир-Хан-Шуринском округе. Не изучив грамоту в детстве, учился читать у товарища по эскадрону.
В начале 1930-х годов вступил в колхоз имени Евдокимова в Унчукатле. Впоследствии отправился работать на строительстве завода в посёлке Двигательстрой (сейчас город Каспийск), однако в конце 1939 года вернулся по просьбе руководства колхоза «Красное Знамя». Здесь Хинчалов возглавил бригаду садоводов, с 1961 года заведовал колхозным селекционно-опытным участком. Его работа позволила создать в колхозе качественные сады в горной местности на площади до 103 гектаров.
30 апреля 1966 года Указом Президиума Верховного Совета СССР за успехи, достигнутые в увеличении производства и заготовок картофеля, овощей, плодов и винограда удостоен звания Героя Социалистического Труда с вручением ордена Ленина и золотой медали «Серп и Молот».
В том же году вышел на пенсию.
С 1946 года неоднократно избирался депутатом местных Советов депутатов трудящихся. В 1968 году был избран депутатом Верховного Совета Дагестанской АССР.
Умер в 1983 году. Похоронен в Унчукатле.
Награждён медалями.

## Память
В 1960 году в Махачкале в Дагестанском книжном издательстве была выпущена книга в серии Люди семилетки Дагестана вышла книга Б. Н. Матвеева «Отец унчукатлинских садов садовод колхоза „Красное Знамя“ Г. М. Хинчалов».